# Electrosmog
El electrosmog, también conocido como radiación electromagnética peligrosa, se puede clasificar en radiaciones ionizantes y radiaciones no ionizantes, en función de si es capaz o no de proveer átomos ionizantes y romper enlaces químicos.
Las frecuencias ultravioletas y superiores, tales como rayos X o rayos gamma son ionizantes y representan peligros especiales (Radioactividad).
La radiación no ionizante, se asocia con dos grandes riesgos potenciales: eléctricos y biológicos.

## Riesgos del electrosmog

### Riesgos eléctricos
El electrosmog puede inducir una corriente capaz de suministrar una descarga eléctrica para las personas o los animales. También puede sobrecargar y destruir equipos eléctricos. La inducción de corrientes por campos magnéticos oscilantes es también la forma en que las tormentas solares interrumpen la operación de sistemas eléctricos y electrónicos, ocasionando daños y hasta la explosión de los transformadores de distribución de energía, dando lugar a apagones e interferencia con señales electromagnéticas de radio, televisión, y teléfono.

### Riesgos de incendio
El electrosmog puede provocar corrientes eléctricas lo suficientemente fuertes como para crear chispas (arcos eléctricos) cuando un voltaje inducido supera el voltaje de ruptura del medio circundante (por ejemplo, aire). Estas chispas pueden encender materiales inflamables o gases, puede dar lugar a una explosión.
Por otro lado, el riesgo se mide con la escala HERF (peligros del electrosmog).

### Riesgos biológicos
El electrosmog puede causar quemaduras graves. Estas son exactamente el tipo de quemaduras que se producirían dentro de un horno de microondas. Este efecto de calentamiento varía con la potencia y la frecuencia de la energía electromagnética. Es por ello que muchos gobiernos nacionales han establecido límites de seguridad para la exposición a diferentes frecuencias de energía electromagnética; además de hacer todo o posible por prevenir el electrosmog.